# Araulas
Araulas (en francès Araules) és un municipi francès situat al departament de l'Alt Loira i a la regió d'Alvèrnia-Roine-Alps. L'any 2007 tenia 618 habitants.

## Demografia

### Població
El 2007 la població de fet d'Araules era de 618 persones. Hi havia 252 famílies de les quals 76 eren unipersonals (44 homes vivint sols i 32 dones vivint soles), 76 parelles sense fills, 92 parelles amb fills i 8 famílies monoparentals amb fills.
La població ha evolucionat segons el següent gràfic:
Habitants censats

### Habitatges
El 2007 hi havia 613 habitatges, 255 eren l'habitatge principal de la família, 294 eren segones residències i 64 estaven desocupats. 526 eren cases i 85 eren apartaments. Dels 255 habitatges principals, 202 estaven ocupats pels seus propietaris, 42 estaven llogats i ocupats pels llogaters i 12 estaven cedits a títol gratuït; 4 tenien una cambra, 24 en tenien dues, 39 en tenien tres, 72 en tenien quatre i 117 en tenien cinc o més. 162 habitatges disposaven pel capbaix d'una plaça de pàrquing. A 115 habitatges hi havia un automòbil i a 113 n'hi havia dos o més.

### Piràmide de població
La piràmide de població per edats i sexe el 2009 era:
| Homes | Edats   | Dones |
| ----- | ------- | ----- |
| 0     | 95 o +  | 0     |
| 0     | 90 a 94 | 0     |
| 0     | 85 a 89 | 8     |
| 4     | 80 a 84 | 4     |
| 24    | 75 a 79 | 8     |
| 8     | 70 a 74 | 20    |
| 24    | 65 a 69 | 16    |
| 24    | 60 a 64 | 28    |
| 8     | 55 a 59 | 4     |
| 4     | 50 a 54 | 16    |
| 28    | 45 a 49 | 4     |
| 36    | 40 a 44 | 24    |
| 48    | 35 a 39 | 24    |
| 16    | 30 a 34 | 16    |
| 12    | 25 a 29 | 20    |
| 16    | 20 a 24 | 24    |
| 24    | 15 a 19 | 8     |
| 20    | 10 a 14 | 28    |
| 20    | 5 a 9   | 16    |
| 24    | 0 a 4   | 20    |

## Economia
El 2007 la població en edat de treballar era de 369 persones, 265 eren actives i 104 eren inactives. De les 265 persones actives 234 estaven ocupades (143 homes i 91 dones) i 31 estaven aturades (12 homes i 19 dones). De les 104 persones inactives 50 estaven jubilades, 19 estaven estudiant i 35 estaven classificades com a «altres inactius».

### Ingressos
El 2009 a Araules hi havia 261 unitats fiscals que integraven 640 persones, la mediana anual d'ingressos fiscals per persona era de 14.614 €.

### Activitats econòmiques
Dels 28 establiments que hi havia el 2007, 1 era d'una empresa extractiva, 2 d'empreses alimentàries, 4 d'empreses de fabricació d'altres productes industrials, 9 d'empreses de construcció, 3 d'empreses de comerç i reparació d'automòbils, 1 d'una empresa d'hostatgeria i restauració, 2 d'empreses immobiliàries, 4 d'empreses de serveis, 1 d'una entitat de l'administració pública i 1 d'una empresa classificada com a «altres activitats de serveis».
Dels 11 establiments de servei als particulars que hi havia el 2009, 1 era un taller de reparació d'automòbils i de material agrícola, 3 paletes, 1 guixaire pintor, 2 fusteries, 1 lampisteria, 2 restaurants i 1 agència immobiliària.
Dels 3 establiments comercials que hi havia el 2009, 2 eren botiges de menys de 120 m² i 1 una fleca.
L'any 2000 a Araules hi havia 49 explotacions agrícoles que ocupaven un total de 1.204 hectàrees.

## Equipaments sanitaris i escolars
El 2009 hi havia 2 escoles elementals.

## Poblacions més properes
El següent diagrama mostra les poblacions més properes.